# Vernon Center (Minnesota)
Vernon Center es una ciudad ubicada en el condado de Blue Earth en el estado estadounidense de Minnesota. En el Censo de 2010 tenía una población de 332 habitantes y una densidad poblacional de 255,86 personas por km².

## Geografía
Vernon Center se encuentra ubicada en las coordenadas 43°57′45″N 94°10′1″O / 43.96250, -94.16694. Según la Oficina del Censo de los Estados Unidos, Vernon Center tiene una superficie total de 1.3 km², de la cual 1.27 km² corresponden a tierra firme y (2%) 0.03 km² es agua.

## Demografía
Según el censo de 2010, había 332 personas residiendo en Vernon Center. La densidad de población era de 255,86 hab./km². De los 332 habitantes, Vernon Center estaba compuesto por el 98.8% blancos, el 0.9% eran afroamericanos, el 0% eran amerindios, el 0% eran asiáticos, el 0% eran isleños del Pacífico, el 0% eran de otras razas y el 0.3% pertenecían a dos o más razas. Del total de la población el 1.81% eran hispanos o latinos de cualquier raza.